# Appio-Pignatelli
Appio-Pignatelli è il ventiseiesimo quartiere di Roma, indicato con Q. XXVI.
Prende il nome dalla via Appia Pignatelli che lo attraversa diagonalmente. Essa, a sua volta, prese il suo nome da papa Innocenzo XII (nato Antonio Pignatelli), il quale in occasione del Giubileo del 1700 decretò l'apertura di questa strada, arteria di raccordo tra l'Appia nuova (che delimita il confine settentrionale del quartiere) e l'Appia antica (che ne delimita il confine meridionale).

## Geografia fisica

### Territorio
Si trova nel quadrante sud-sud-est della città.
Il quartiere confina:
- a nord con il quartiere Q. VIII Tuscolano[1]
- a est con il quartiere Q. XXV Appio Claudio[2]
- a sud con la zona Z. XXI Torricola[3]
- a ovest con il quartiere Q. XX Ardeatino[4]
- a nord-ovest con il quartiere Q. IX Appio-Latino[5]

## Storia
Nasce nel 1961 dalla trasformazione del soppresso suburbio Appio-Latino, del quale si possono ancora trovare alcune targhe stradali con la numerazione S. VI.

## Monumenti e luoghi d'interesse

### Architetture civili
- Casale del Papa o del Capitano all'Acqua Santa, su via dell'Acqua Santa. Casale del XIX secolo. 41.854075°N 12.534756°E
- Casale Fazio, su via Vallericcia. Casale di inizio XX secolo (1909). 41.848721°N 12.54682°E

### Architetture religiose
- Cappella di Santo Stefano, su via dell'Acqua Santa. Cappella del XVIII secolo (1779). 41.853417°N 12.534456°E

Commissionata da Giovanni Angelo Braschi.
- Chiesa di San Tarcisio, su largo Padre Leonardo Bello. Chiesa del XX secolo (1938-39).

Edificio in stile razionalistico dell'architetto Tullio Rossi.

### Architetture militari
- Batteria Appia Pignatelli o Acquasanta, su via Appia Pignatelli. Fortificazione del XIX secolo. 41.852123°N 12.529622°E

### Siti archeologici
Si trovano tutti lungo il IV miglio di via Appia Antica.
- Torre Capo di Bove. Sepolcro dell'età imperiale. 41.848582°N 12.524699°E
- Tomba del liberto Marco Servilio. Sepolcro dell'età repubblicana. 41.841774°N 12.532312°E

Rimangono alcuni frammenti e l'epigrafe della tomba, apposti su una quinta ottocentesca di mattoni.
- Tomba di Seneca. Sepolcro dell'età imperiale. 41.848582°N 12.524699°E

Rimane solo una quinta in laterizio che raccoglieva alcuni frammenti marmorei della tomba.
- Mausoleo rotondo. Sepolcro dell'età imperiale. 41.840764°N 12.53357°E
- Tomba dei figli del liberto Sesto Pompeo Giusto. Sepolcro dell'età imperiale. 41.839346°N 12.53507°E

Rimane un'epigrafe in versi su pilastro ottocentesco. Molti frammenti architettonici sono stati asportati.
- Colombari a camera. Tre colombari dell'età imperiale. 41.834792°N 12.540187°E
- Tomba ad arco quadrifronte. Sepolcro dell'età imperiale. 41.835009°N 12.540286°E

### Altro
- Bagni dell'Acqua Santa, su via dell'Acqua Santa. Terme del XVIII secolo (1779-1852). 41.853417°N 12.534456°E

Commissionate da Giovanni Angelo Braschi.
- Torre dell'Acqua della Cecchignola, su via Appia Antica. Torre idrica di fine XIX secolo (1895). 41.844957°N 12.528891°E
- Fontana con sarcofago o fontana di Porta San Sebastiano[6][7]
- Copia della prima pietra miliare dell'Appia Antica[8]

## Geografia antropica

### Urbanistica
Nel territorio del quartiere Appio-Pignatelli si estendono le zone urbanistiche 10D Pignatelli e parte della zona 11X Appia Antica Nord.